# Kelme (equip ciclista)
El Kelme va ser un equip de ciclisme en ruta professional espanyol. Fundat el 1980 sota el patrocini de l'empresa Kelme, es va dissoldre el 20 d'agost de 2006 arran de la implicació del seu director i alguns dels seus corredors en l'operació Port.

## Història
El 1979 Kelme patrocinà el Gran Premi de la muntanya a la Volta a Espanya. Els propietaris de Kelme no quedaren plenament satisfets del resultat de la publicitat i van decidir patrocinar un equip ciclista a partir de l'any següent.
El Kelme va heretar l'estructura del desaparegut Transmallorca-Flavia-Gios el 1980. A partir del 2004 la Generalitat Valenciana assumí el deute que tenia l'equip, quedant Kelme com a patrocinador, i se'n va fer càrrec fins a la seva desaparició, a finals del 2006. En fer-se pública l'Operació Port s'accelerà la fi de l'equip, ja que foren diversos els ciclistes de l'equip implicats en aquest cas de dopatge.
Part de l'equip i l'estructura esportiva fou assumida el 2007 per l'equip Fuerteventura-Canarias.

## Principals victòries

### Clàssiques
- Clàssica dels Alps: Santiago Botero (2002)

### Curses per etapes
- Volta a Catalunya: Fernando Escartín (1997)

### Grans voltes
| - Tour de França - 15 participacions (1980, 1981, 1988, 1989, 1990, 1994, 1995, 1996, 1997, 1998, 1999, 2000, 2001, 2002, 2003) - 10 victòries d'etapa: - 2 el 1988: Fabio Parra, Juan Martínez Oliver - 1 el 1994: Francisco Cabello - 1 el 1996: José Jaime González - 1 el 1999: Fernando Escartín - 2 el 2000: Javier Otxoa, Santiago Botero - 1 el 2001: Félix Cárdenas - 2 el 2002: Santiago Botero (2) - 0 victòria final - Millor classificació: - 1999 Fernando Escartín 3r - 3 classificacions secundàries: - Premi de la combativitat (1): - 1995: Hernán Buenahora - Classificació de la muntanya (1): - 2000: Santiago Botero - Classificació dels joves (1): - 2001: Óscar Sevilla | - Giro d'Itàlia - 12 participacions: - 12 victoires d'étapes : - 1 el 1982: Vicente Belda - 1 el 1994: Laudelino Cubino - 1 el 1995: Laudelino Cubino - 1 el 1996: Ángel Edo - 2 el 1997: José Luis Rubiera - 1 el 1998: Ángel Edo - 2 el 1999: Roberto Heras, José Jaime González - 1 el 2000: José Luis Rubiera - 2 el 2002: Aitor González (2) - 0 victòria final - Millor classificació: - 1999: Roberto Heras 5° - 2 classificacions secundàries: - Gran Premi de la muntanya (2): - 1997: José Jaime González - 1999: José Jaime González | - Volta a Espanya - 26 participacions (1980, 1981, 1982, 1983, 1984, 1985, 1986, 1987, 1988, 1989, 1990, 1991, 1992, 1993, 1994, 1995, 1996, 1997, 1998, 1999, 2000, 2001, 2002, 2003, 2004, 2005) - 42 victòries d'etapa: - 5 el 1981: Prieto, Fernández, Murga, Suárez, Belda - 3 el 1982: Martínez Heredia, Recio, Fernández - 1 el 1984: Josep Recio - 2 el 1985: Josep Recio (2) - 1 el 1986: Josep Recio - 1 el 1987: Carlos Emiro Gutiérrez - 4 el 1988: Gastón (2), Parra, Martínez Oliver - 2 el 1990: Néstor Mora, Martín Farfán - 1 el 1991: Antonio Miguel Díaz - 1 el 1992: Julio César Cadena - 1 el 1994: Ángel Yesid Camargo - 1 el 1997: Roberto Heras - 1 el 1998: Roberto Heras - 3 el 2000: Roberto Heras (2), Félix Cárdenas - 2 el 2001: Santiago Botero (2) - 4 el 2002: Aitor González (3), Santiago Botero - 2 el 2003: Alejandro Valverde (2) - 4 el 2004: Valverde, Eladio Jiménez, José Cayetano Juliá, Javier Pascual Rodríguez - 3 el 2005: Eladio Jiménez, Quesada, Plaza - 2 victòries finals: - 2000: Roberto Heras - 2002: Aitor González - 10 classificacions secundàries: - Gran Premi de la muntanya (1): - 1990: Martín Farfán - Classificació per punts (1): - 2000: Roberto Heras - Classificació de la combinada (1): - 2003: Alejandro Valverde - Classificació per equips (1982, 1989, 1997, 2000, 2002, 2004, 2005) |

### Campionats nacionals
- Campionat de Colòmbia en ruta (1): 1993 (Federico Muñoz Fernandez)
- Campionat de Costa Rica de ciclisme en contrarellotge (1): 2004 (José Adrián Bonilla)
- Campionat d'Espanya de ciclisme en ruta (1): 1993 (Ignacio García Camacho)
- Campionat de Rússia en ruta (1): 1992 (Assiat Saítov)

## Classificacions UCI
Fins al 1998 els equips ciclistes es trobaven classificats dins l'UCI en una única categoria. El 1999 la classificació UCI per equips es dividí entre GSI, GSII i GSIII. D'acord amb aquesta classificació els Grups Esportius I són la primera categoria dels equips ciclistes professionals. L'equip Kelme serà considerat GSII durant tots el període. La següent classificació estableix la posició de l'equip en finalitzar la temporada.
| Temporada | Classificació per equips | Millor ciclista en la classificació individual |
| --------- | ------------------------ | ---------------------------------------------- |
| 1995      | 22è                      | Laudelino Cubino (105è)                        |
| 1996      | 20è                      | Fernando Escartín (51è)                        |
| 1997      | 13è                      | Fernando Escartín (12è)                        |
| 1998      | 16è                      | Fernando Escartín (14è)                        |
| 1999      | 18è                      | Roberto Heras (10è)                            |
| 2000      | 5è                       | Roberto Heras (5è)                             |
| 2001      | 14è                      | Óscar Sevilla (8è)                             |
| 2002      | 13è                      | Aitor González (7è)                            |
| 2003      | 22è                      | Alejandro Valverde (7è)                        |
| 2004      | 1r (GSII)                | Alejandro Valverde (5è)                        |

A partir del 2005, l'equip no forma part dels 20 equips ProTour i és classificat a l'UCI Europa Tour com a equip continental professional. La taula presenta les classificacions de l'equip al circuit, així com el millor ciclista individual.
| Temporada | Classificació per equips | Millor ciclista en la classificació individual |
| --------- | ------------------------ | ---------------------------------------------- |
| 2005      | 3r                       | Rubén Plaza (14è)                              |
| 2006      | 10è                      | Rubén Plaza (25è)                              |